# Liste des cours d'eau de Papouasie-Nouvelle-Guinée
Cet article recense les cours d'eau de Papouasie-Nouvelle-Guinée.

## Liste

### Nouvelle-Guinée
Sur l'île de Nouvelle-Guinée :
- Asaro
- Bae'e
- Balima
- Birim
- Busu
- Fly
- Gama
- Gogol
- Guga
- Jaba
- Kabenau
- Kikori
- Kumusi
- Malas
- Mambare
- Markham
- Ok Tedi
- Pulau
- Purari
- Ramu
- Sepik
- Sogeram
- Song
- Simbu
- Strickland
- Torokina
- Turama
- Waria
- Watut
- Wawoi

### Nouvelle-Bretagne
Sur l'île de Nouvelle-Bretagne :
- Warangoi